# Peckhamia picata
Peckhamia picata är en spindelart som först beskrevs av Nicholas Marcellus Hentz 1846.  Peckhamia picata ingår i släktet Peckhamia och familjen hoppspindlar. Inga underarter finns listade i Catalogue of Life.